# Liste der Museen in der Freien Hansestadt Bremen
Die Liste der Museen in der Freien Hansestadt Bremen umfasst die öffentlichen und privaten, zugänglichen Museen und Ausstellungen des Landes Bremen mit den beiden Städten Bremen und Bremerhaven.
Einmal jährlich veranstaltet die Stadt Bremen die „Lange Nacht der Bremer Museen“.

## Museen, Sammlungen und Ausstellungshäuser in Bremen

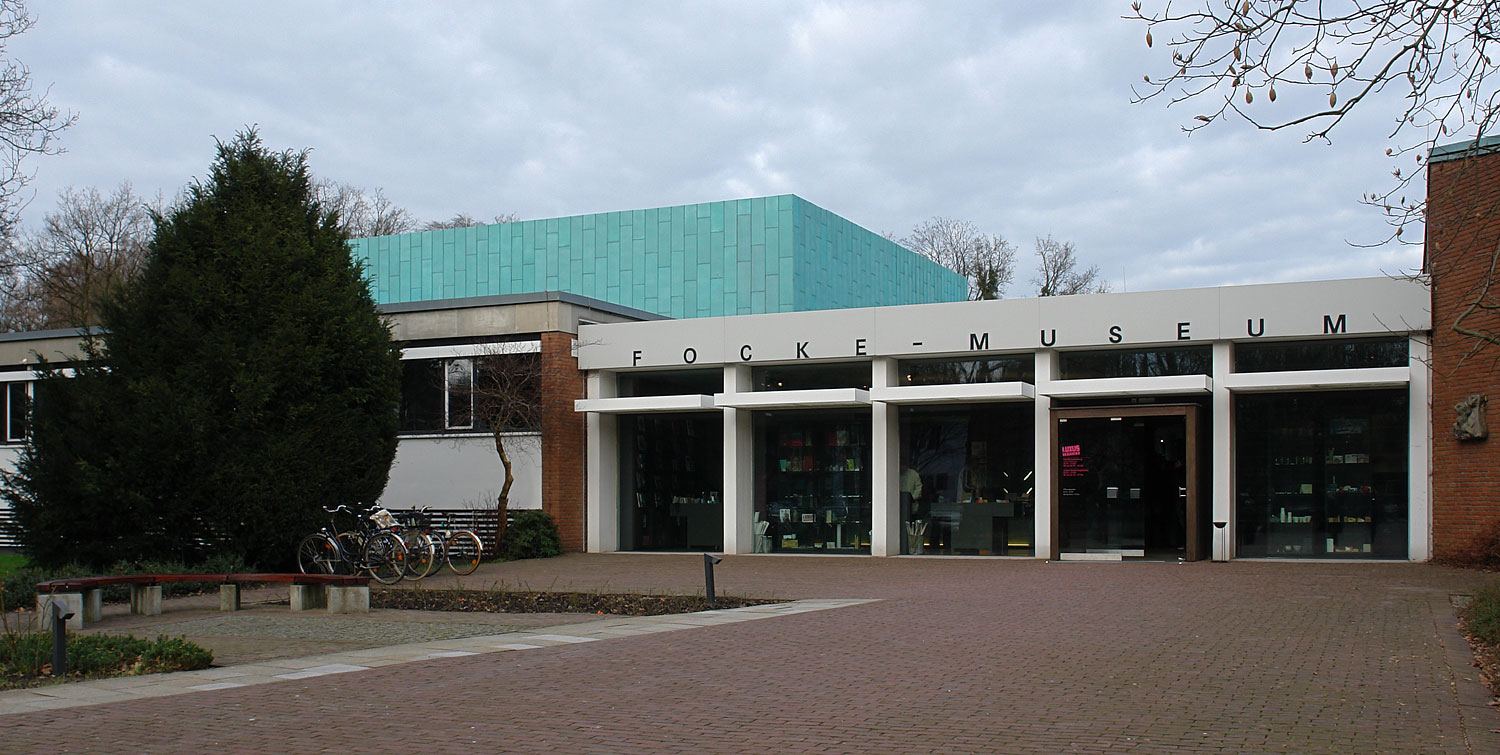
Focke-Museum

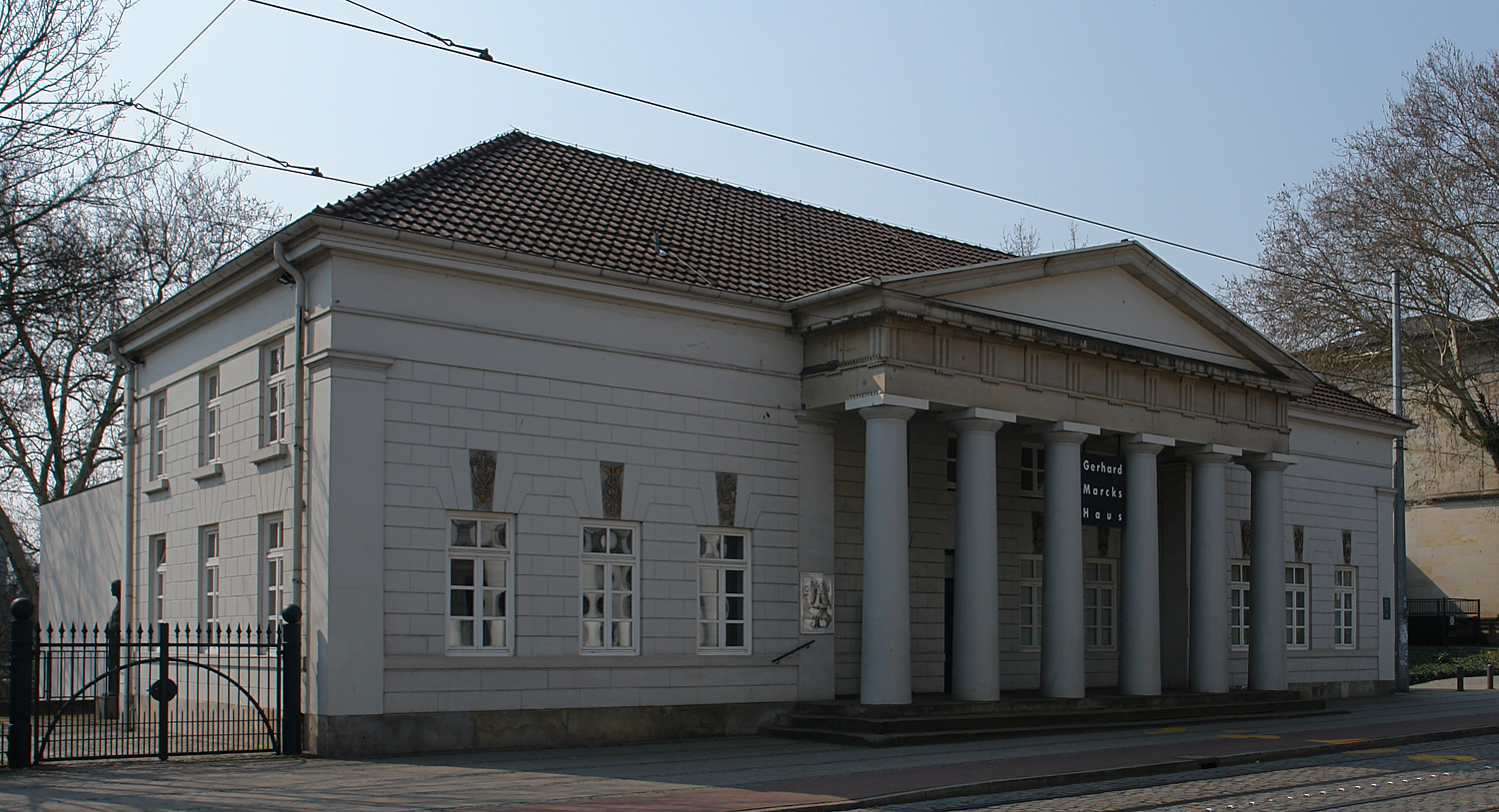
Gerhard-Marcks-Haus

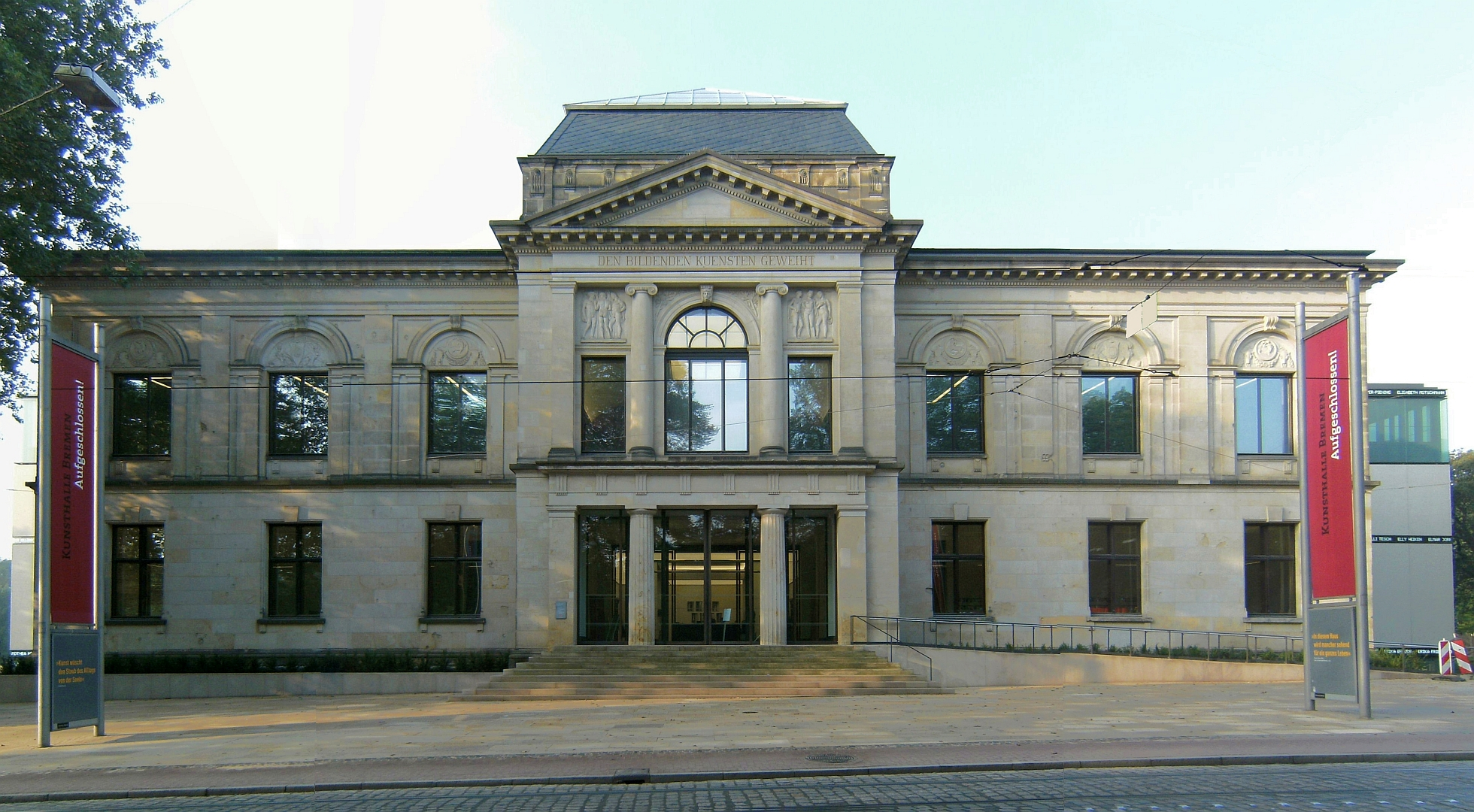
Kunsthalle Bremen

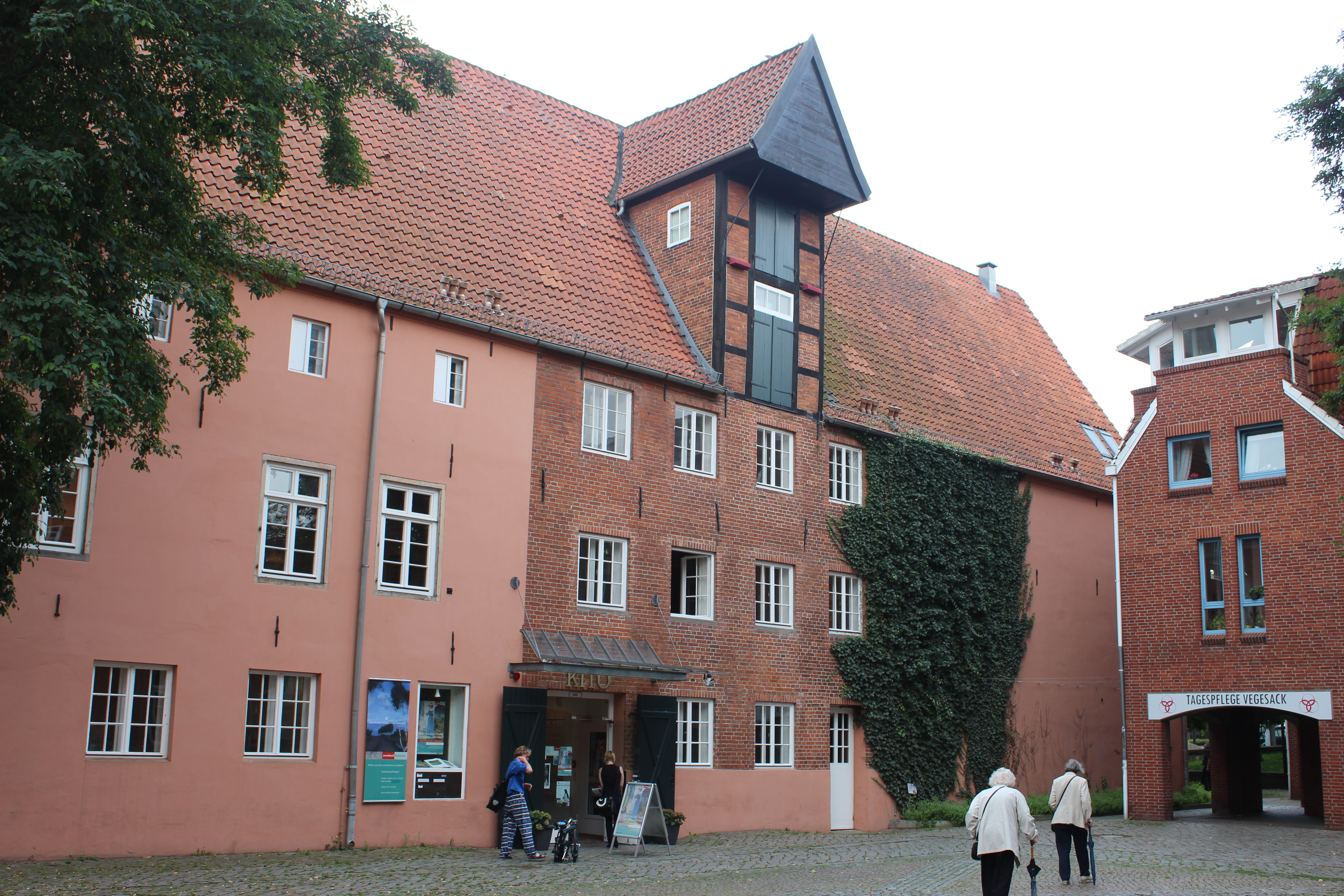
Overbeck-Museum im Alten Packhaus

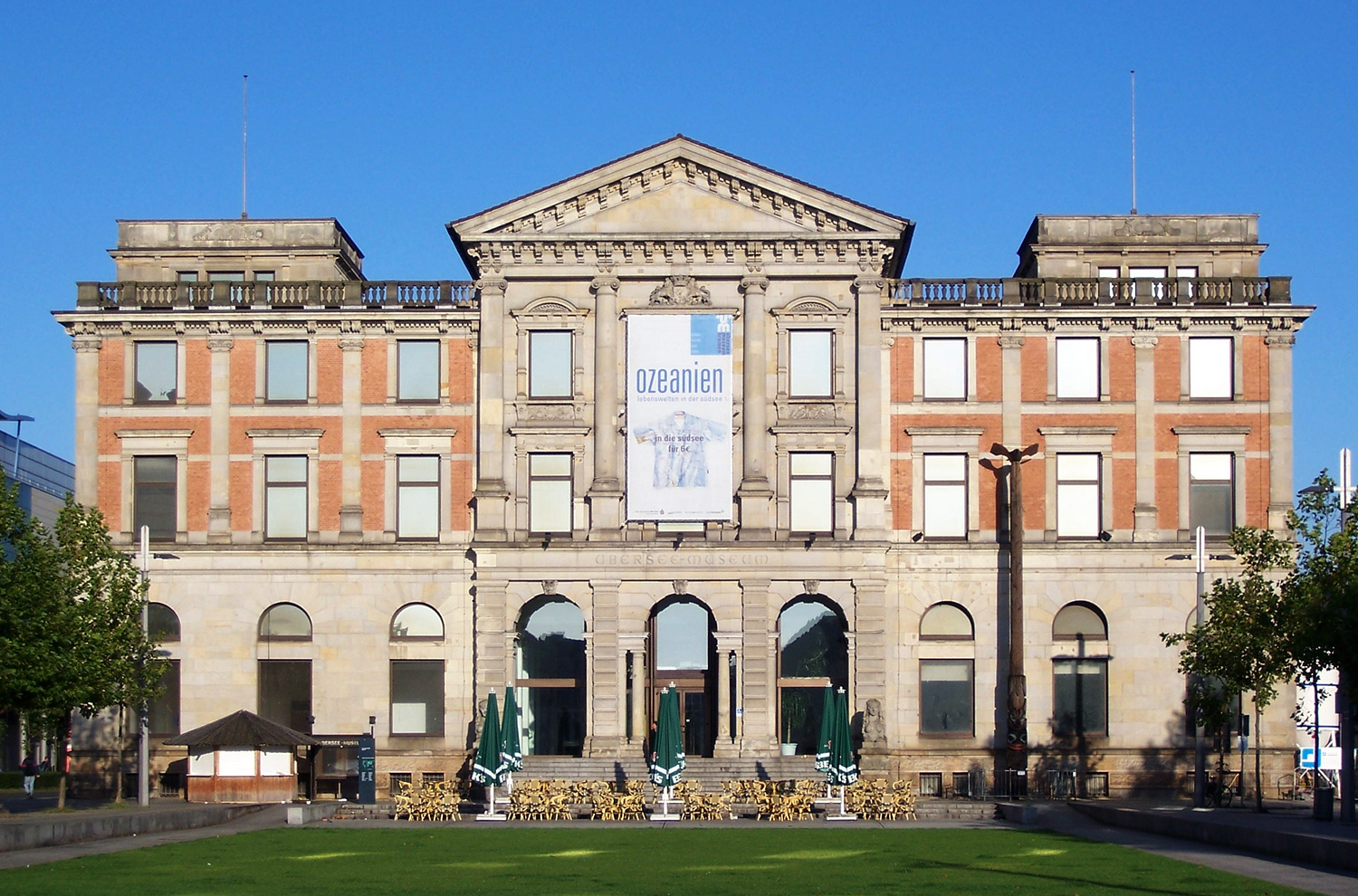
Übersee-Museum

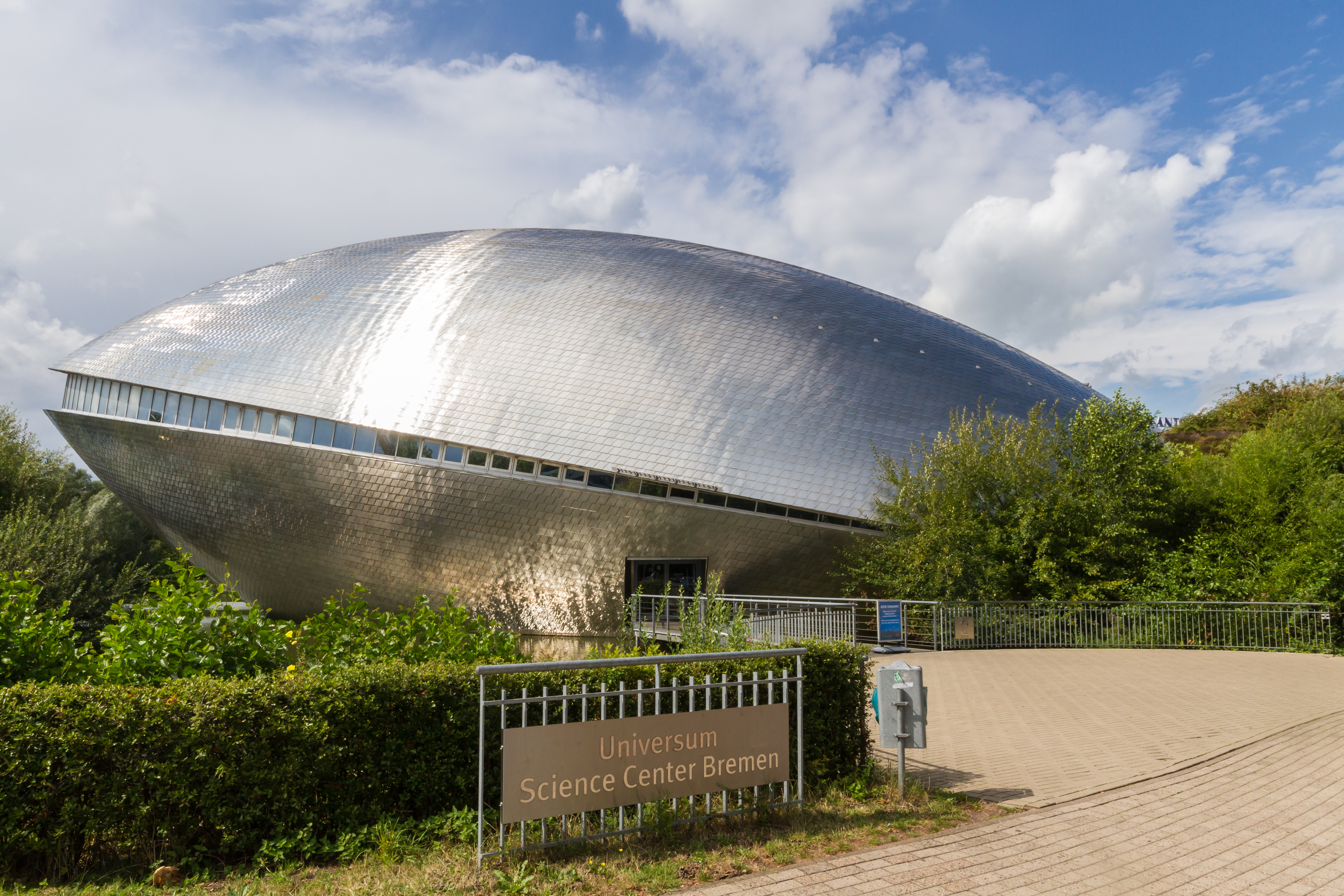
Universum

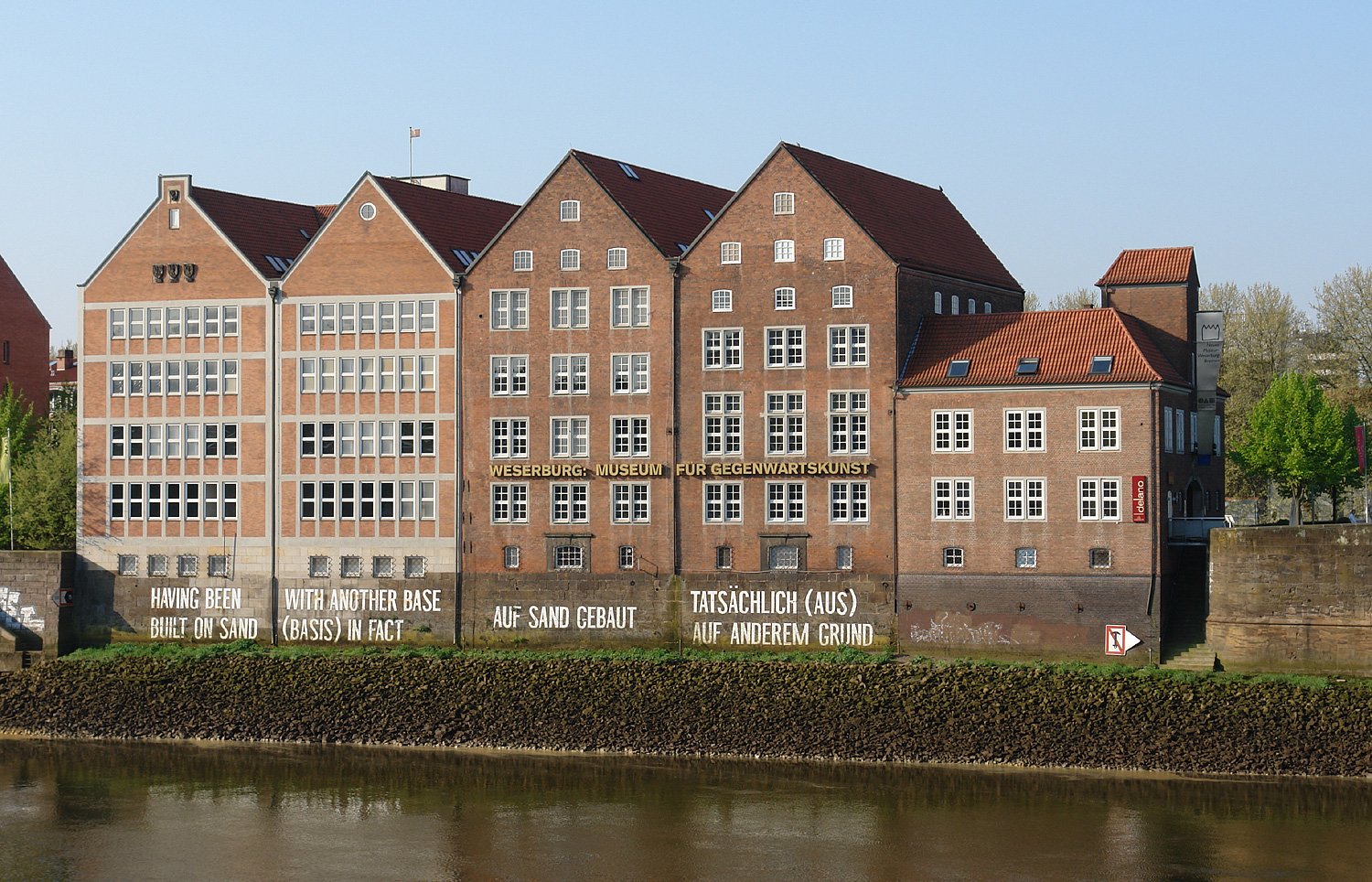
Weserburg – Museum für moderne Kunst

Alphabetische Reihenfolge – Besucherzahlen (B) 2016 in Klammern 
- Altes Pumpwerk – Museum für die Technik- und Kulturgeschichte der Abwasserentsorgung in Bremen, Salzburger Straße 12 in Findorff
- Antikenmuseum im Schnoor im Bremer Schnoorviertel in der Marterburg 55–58 (Privatmuseum, seit Dezember 2018 geschlossen)
- botanika Science Center im Rhododendronpark im Deliusweg 40 (67.230 B)
- Bremer Geschichtenhaus im Schnoor, Wüstestätte 10
- Bremen Halle – Luft- und Raumfahrtmuseum am Flughafen Bremen
- Bremer Frauenmuseum, c/o Edith Laudowicz, Yorckstr. 92, 28201 Bremen
- Bremer Landesmuseum für Kunst und Kulturgeschichte: siehe Focke-Museum
- Bremer Rundfunkmuseum in Findorff, Findorffstraße 22–24 (3.303 B)
- Das Depot: Bremer Straßenbahnmuseum der Freunde der Bremer Straßenbahn[2]
- Denkort Bunker Valentin in Blumenthal-Farge; seit 1983 Mahnmal, seit 2000 Veranstaltungsort, seit 2015 Gedenkstätte
- Dokumentationsstätte Gefangenenhaus Ostertorwache (im Wilhelm-Wagenfeld-Haus im Keller), Am Wall 209
- Dom-Museum und Bleikeller im Bremer Dom
- Focke-Museum, Bremer Landesmuseum für Kunst und Kulturgeschichte in Riensberg, Schwachhauser Heerstraße 240 (42.515 B)
- Focke-Windkanal, Emil-Waldmann-Straße 4
- Geowissenschaftliche Sammlung der Universität Bremen, GSUB[3]
- Gerhard-Marcks-Haus in Bremen-Mitte, Am Wall 208 (4.962 B)
- Gesellschaft für Aktuelle Kunst (GAK) in der vorderen Neustadt, Teerhofinsel Nr. 21
- Hafenmuseum im Speicher XI in der Überseestadt
- Heimatmuseum Schloss Schönebeck in Bremen-Vegesack, Im Dorfe 3–5 (10. 438 B)
- Kaisenhaus-Museum in der Waller Feldmark, Behrensweg 5a
- Köksch un Qualm, Mitmachmuseum der bras zur Hauswirtschaft und Zigarrenmanufaktur, alte Zigarrenfabrik Stader Landstraße 46,[4] seit Februar 2024 geschlossen[5]
- Krankenhaus-Museum KulturAmbulanz, Galerie im Park im Klinikum Bremen-Ost in Bremen-Osterholz, Züricher Straße 40[6]
- Künstlerhaus Bremen in der Neustadt, Am Deich 68/69
- Kunsthalle Bremen in Bremen-Mitte, Am Wall 207 (93.324 B)
- Ludwig Roselius Museum in der Böttcherstraße
- Militärgeschichtliche Sammlung Bremen von 2004 in der Scharnhorst-Kaserne in der Neustadt-Huckelriede. Niedersachsendamm 67/69
- Museum für moderne Kunst (Weserburg) Bremen in der vorderen Neustadt, Teerhofinsel Nr. 20[7]
- Museum für Netztechnik Bremen: Die Adern der Stadt, Hastedter Osterdeich 239[8]
- Oberneulander Mühle in Oberneuland, Mühlenweg
- Overbeck-Museum in Bremen-Vegesack, Alte Hafenstraße 30
- Paula Modersohn-Becker Museum in der Böttcherstraße (39.265 B)
- Schloss Schönebeck: Siehe bei Heimatmuseum Schloss Schönebeck
- Schulmuseum Bremen in Hastedt, Auf der Hohwisch 61/63
- Skulpturenpark Lesmona, Knoops Park in Bremen-Burglesum, Am Kapellenberg 5
- Spicarium, Ausstellung über Schiffbau und Schifffahrt, Marine Bionik und Yachtdesign in Bremen-Vegesack. Seit dem 20. Dezember 2015 ist das Spicarium geschlossen.
- Spielzeugmuseum im Schnoor Nr. 24
- Städtische Galerie Bremen in der Neustadt, Buntentorsteinweg 112
- Straßenbahnmuseum Bremen im Straßenbahn-Betriebshof Sebaldsbrück, Schloßparkstraße 45, siehe Das Depot: Bremer Straßenbahnmuseum
- Tischlerei-Museum Bremen, Köpkenstraße 18–20
- Überseemuseum, am Hauptbahnhof, Bahnhofsplatz 13 (112.885 B)
- Universum Bremen (Science Center) in der Nähe der Universität Bremen (196.000 B.)
- Uhren Museum Grüttert, Bremen
- Vegesacker Geschichtenhaus, Museum im alten Lange-Speicher (Folgenutzung nach Spicarium)
- Weserburg: Siehe Museum für moderne Kunst (Weserburg);[7]
- Dauerausstellung Wilhelm und Helene Kaisen-Stiftung, Borgfeld, Rethfeldsfleet 9
- Wilhelm-Wagenfeld-Haus in Bremen-Mitte, Am Wall 209 (12.760 B)
- Wuseum – Werder-Bremen-Museum in der Nordtribüne des Weserstadions;[9]

## Museen und Ausstellungshäuser in Bremerhaven

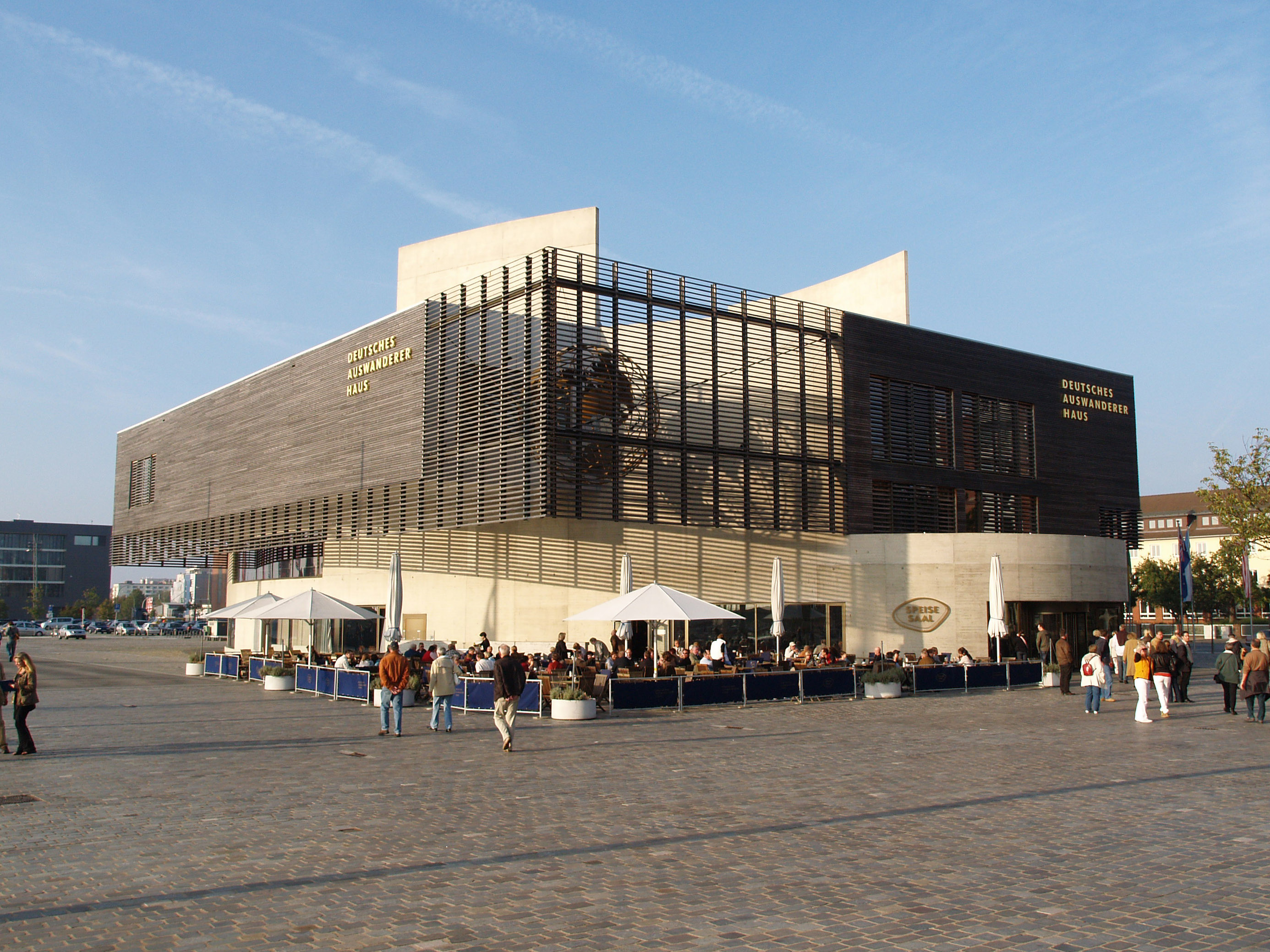
Deutsches Auswandererhaus

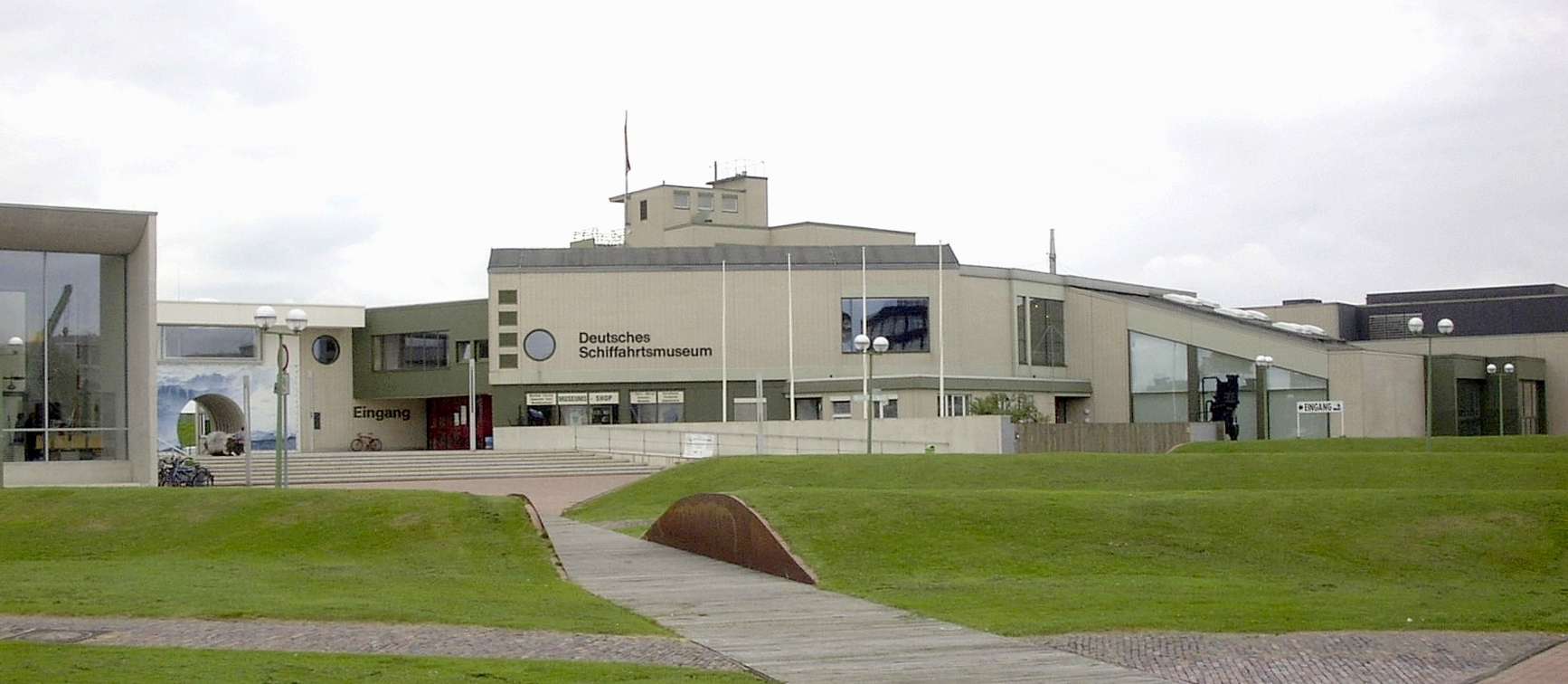
Deutsches Schifffahrtsmuseum

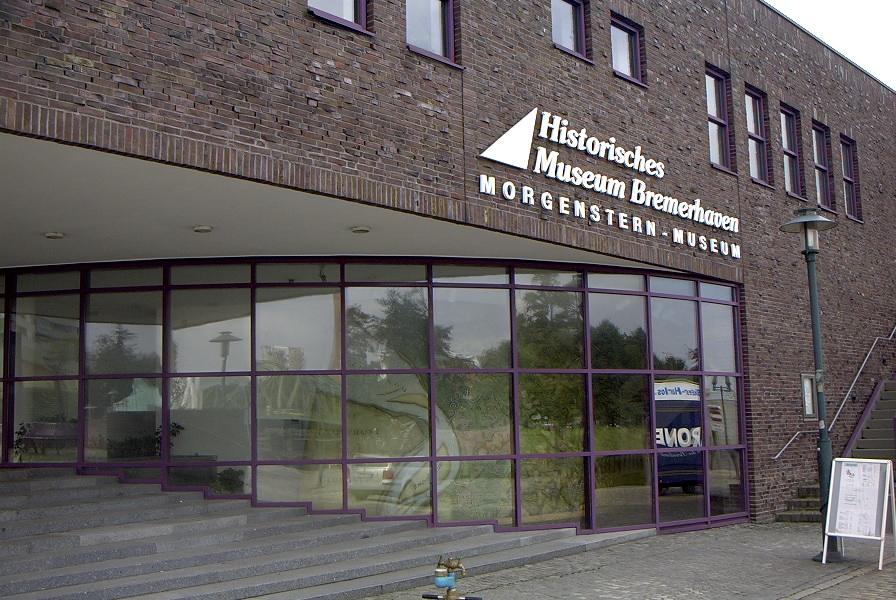
Historisches Museum Bremerhaven

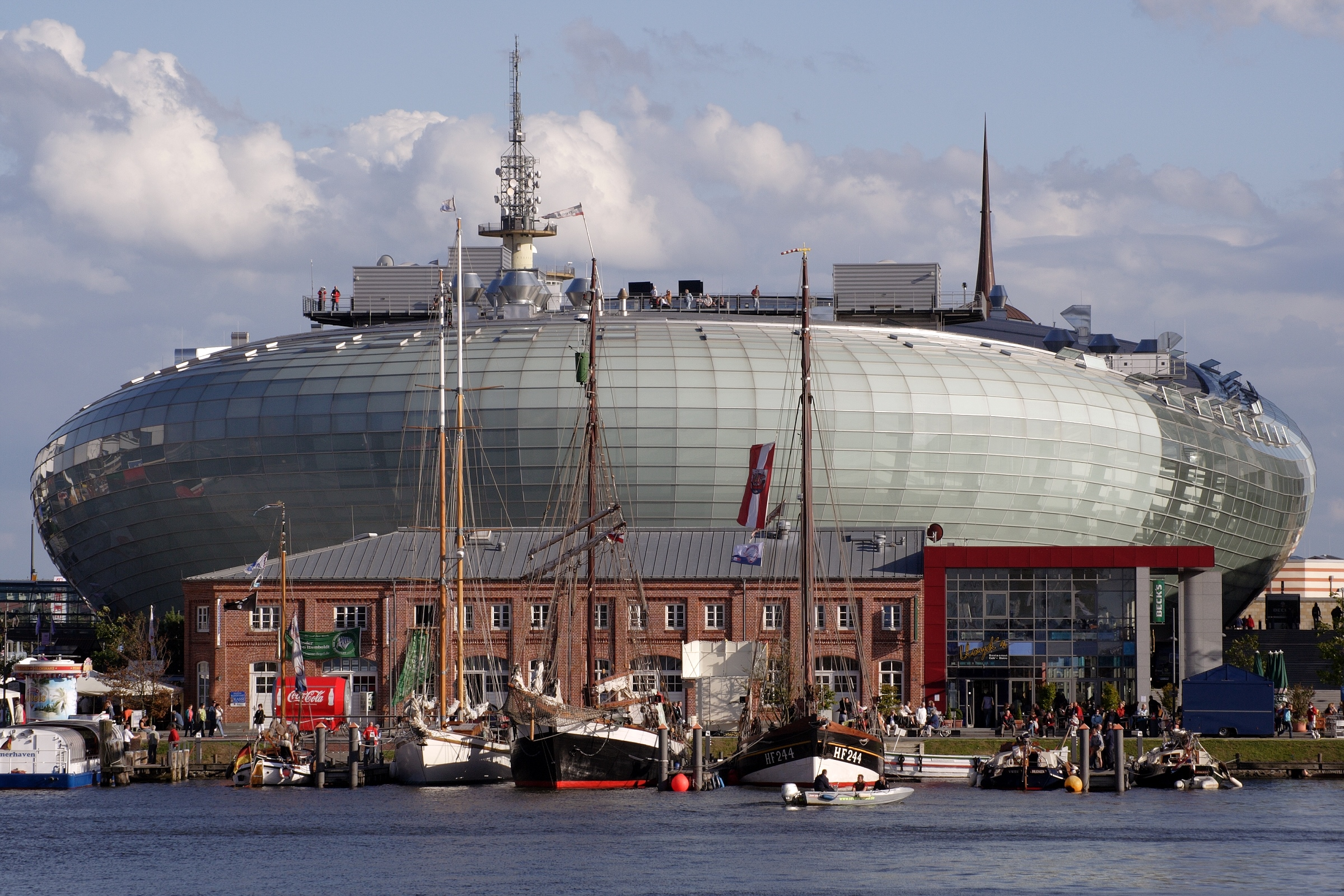
Klimahaus 8° Ost

Alphabetische Reihenfolge – Besucherzahlen (B) 2013 in Klammern
- BIK Galerie 149 der Bremerhavener Initiative für Kultur in Bremerhaven-Mitte, Bürgermeister-Smidt-Str. 149; Ausstellungen von zumeist jungen, norddeutschen Künstlern
- Deutsches Auswandererhaus am Neuen Hafen (167.046 B)
- Deutsches Schifffahrtsmuseum (DSM) mit Museumsschiffen im Alten Hafen (82.364 B)
- Fischbahnhof_360° im Schaufenster Fischereihafen; Geschichte der Fischerei und des Fischereihafens; seit 2023 Nachfolger des Atlanticum und der Expedition Nordmeere[10]
- Freilichtmuseum Speckenbüttel: siehe Volkskundliches Freilichtmuseum
- Historisches Museum Bremerhaven („Morgenstern Museum“) an der Geeste in Geestemünde (26.520 B)
- Klimahaus 8° Ost am Alten Hafen (495.317 B)
- Kunstmuseum Bremerhaven und die Kunsthalle des Kunstvereins an der Karlsburg 1/4 und am Theodor-Heuss-Platz (7.710 B)[11]
- Museum der 50er Jahre (Bremerhaven) in der Amerikanischen Kapelle auf dem Gelände der ehemaligen US-Kaserne, Amerikaring 9 (13.197 B)
- Museumsschiff Gera im Fischereihafen I
- Nordsee-Museum (1985 übergegangen in die biologische Sammlung, 2000 geschlossen, Sammlung eingelagert, Planungen für Neubau)
- Paul Ernst Wilke Haus (Wilke Atelier) in Bremerhaven-Mitte, Am Alten Vorhafen 2; 1984 gegründet, ehemaliges Atelier des Landschaftsmalers Paul Ernst Wilke (1894–1971)[12]
- Phänomenta Science Center, Hoebelstraße 24 in Fischereihafen[13]
- Polizeimuseum Bremerhaven, Lehe, Hinrich-Schmalfeldt-Str. 31[14]
- Schulhistorische Sammlung Bremerhaven, im Hofgebäude der Fichteschule, Heidacker 13[15]
- Schulschiff Deutschland, Vollschiff, ehemaliges Segelschulschiff im Neuen Hafen
- Technikmuseum U-Boot Wilhelm Bauer im Alten Hafen (78.763 B)
- Versorgungs- und Verkehrsmuseum der BVV, Hansastraße 17, 1977 zum 150. Stadtjubiläum eröffnet, 2003 geschlossen[16]
- Volkskundliches Freilichtmuseum Speckenbüttel des Bauernhausvereins Lehe in Speckenbüttel